# Rodolfo Fariñas
Rodolfo "Rudy" Fariñas (5 september 1951) is een Filipijns politicus. Hij werd in 2016, aan het begin van zijn derde opeenvolgende termijn als afgevaardigde van het 1e kiesdistrict van Ilocos Norte, gekozen tot leider van de meerderheid in het Filipijns Huis van Afgevaardigden. Voor zijn huidige periode in het huis was hij al van 1998 tot 2001 lid van het Huis. Daarvoor was Fariñas burgemeester van Laoag van 1980 tot 1986.

## Biografie
Rodolfo Fariñas werd geboren op 5 september 1951, in een rijke familie die zou uitgroeien tot een van de belangrijkste politieke clans uit het noorden van de Filipijnen. Na het behalen van  bachelor of arts-diploma aan de Ateneo de Manila University in 1971 voltooide hij in 1978 zijn rechtenstudie aan dezelfde onderwijsinstelling, nadat hij zijn "junior"-jaar tweemaal over moest doen door te veel afwezigheid. Ook slaagde hij dat jaar voor het toelatingsexamen van de Filipijnse balie. Met zijn score eindigde hij op nummer acht in de top tien van zijn jaargang.
Kort na het voltooien van zijn studie werd Fariñas bij de verkiezingen van 1980 gekozen tot burgemeester van Laoag, de hoofdstad van de provincie Ilocos Norte. Hij was met 28 jaar een van de jongste burgemeesters van het land. Bij de verkiezingen van 1987 deed Fariñas een gooi naar een zetel in de Senaat van de Filipijnen. Hij eindigde met de 47e plek te laag om in aanmerking te komen voor een van de beschikbare 24 zetels. Bij de verkiezingen van 1988 deed Fariñas wel met succes mee aan de verkiezingen voor het gouverneurschap van de provincie Ilocos Norte. Bij de verkiezingen van 1992 en 1995 werd hij herkozen waardoor zijn termijn als gouverneur de maximale drie termijnen besloeg. In deze periode werd hij tweemaal gekozen tot beste gouverneur van de Filipijnen. 
Bij de verkiezingen van 1998 slaagde hij erin een zetel te veroveren in het Filipijnse Huis van Afgevaardigden, namens het 1e kiesdistrict van Ilocos Norte. Deze eerste termijn in het Huis duurde tot 2001. Bij de verkiezingen van 2001 verloor Fariñas van de strijd om zijn zetel in het huis van Roquito Ablan. In hetzelfde jaar verloor hij ook zijn vrouw Maria Teresa Carlson, nadat zij zelfmoord pleegde. In de jaren die volgden lag zijn focus bij de opvoeding van de zes jonge kinderen die hij met haar had. In 2007 deed hij wel opnieuw mee aan de verkiezingen voor het gouverneurschap van de provincie. Hij verloor echter van Michael Marcos Keon. 
Drie jaar later, werd Fariñas bij de verkiezingen van 2010 werd Fariñas echter wel opnieuw gekozen tot afgevaardigde van het 1e kiesdistrict van Ilocos Norte in het Filipijns Huis van Afgevaardigden. Bij de verkiezingen van 2013 en van 2016 werd hij herkozen. In het Huis groeide hij uit tot een invloedrijk politicus. Hij speelde een belangrijke rol bij de afzettingen van de Filipijnse Ombudsman Merceditas Gutierrez in 2011 en de hoogste Filipijnse rechter Renato Corona in 2012. Na de verkiezingen van 2016 werd Fariñas, ondanks zijn lidmaatschap van de Liberal Party, gekozen tot leider van de meerderheid in het Huis. In deze rol was onder meer belangrijk bij de goedkeuring in het Huis van de wet die de doodstraf weer moet invoeren in de Filipijnen.
Fariñas was getrouwd met Maria Teresa Carlson, een model en beauty-queen. Samen kregen zij zes kinderen. Carlson pleegde in 2001 zelfmoord door van het balkon van haar appartement in San Juan te springen. Zij zou hiertoe gedreven zijn door geestelijke en lichamelijk mishandeling door haar man. Fariñas zelf heeft dit altijd ontkend. Naast de zes kinderen met Carlson kreeg Fariñas ook nog twee kinderen met een andere vrouw.